# مونيكا إدواردز
مونيكا إدواردز (بالإنجليزية: Monica Edwards)‏ (8 نوفمبر 1912 في المملكة المتحدة - 18 يناير 1998، سري في المملكة المتحدة)؛ كاتِبة مُتخصِّصة في أدب الأطفال وروائية بريطانية.